# Ulrich Eicke
Ulrich Eicke (Wuppertal, RFA, 18 de febrero de 1952) es un deportista alemán que compitió para la RFA en piragüismo en la modalidad de aguas tranquilas.
Participó en dos Juegos Olímpicos de Verano en los años 1976 y 1984, obteniendo una medalla de oro en Los Ángeles 1984 en la prueba de C1 1000 m. Ganó tres medallas de plata en el Campeonato Mundial de Piragüismo entre los años 1977 y 1985.

## Palmarés internacional
| Juegos Olímpicos   | Juegos Olímpicos             | Juegos Olímpicos | Juegos Olímpicos |
| Año                | Lugar                        | Medalla          | Competición      |
| ------------------ | ---------------------------- | ---------------- | ---------------- |
| 1984               | Los Ángeles (Estados Unidos) | Medalla de oro   | C1 1000 m        |
| Campeonato Mundial |                              |                  |                  |
| Año                | Lugar                        | Medalla          | Competición      |
| 1977               | Sofía (Bulgaria)             | Medalla de plata | C1 500 m         |
| 1979               | Duisburgo (RFA)              | Medalla de plata | C1 500 m         |
| 1985               | Malinas (Bélgica)            | Medalla de plata | C1 1000 m        |